# گوردون ال. آلوت
گوردون ال. آلوت (به انگلیسی: Gordon L. Allott) سناتور سابق عضو حزب جمهوری‌خواه ایالات متحده آمریکا بود. وی در سال ۱۹۵۵ تا ۱۹۷۳ میلادی سناتور ایالت کلرادو در سنای ایالات متحده آمریکا بود.